# Larry Rivers
 (avril 2015).
Si vous disposez d'ouvrages ou d'articles de référence ou si vous connaissez des sites web de qualité traitant du thème abordé ici, merci de compléter l'article en donnant les références utiles à sa vérifiabilité et en les liant à la section « Notes et références ».
Pour les articles homonymes, voir Rivers.
Larry Rivers, né Yitzroch Loiza Grossberg le 17 août 1923 dans le Bronx et mort le 14 août 2002, est un peintre, sculpteur, musicien et réalisateur américain. En 1991 et 1992, il a collaboré à la série des tableaux éclatés de Niki de Saint Phalle, en particulier à ceux dédiés en hommage à Jean Tinguely : Jean I, Jean II, Jean III.